# Dolina Dolnego Sanu (Natura 2000)

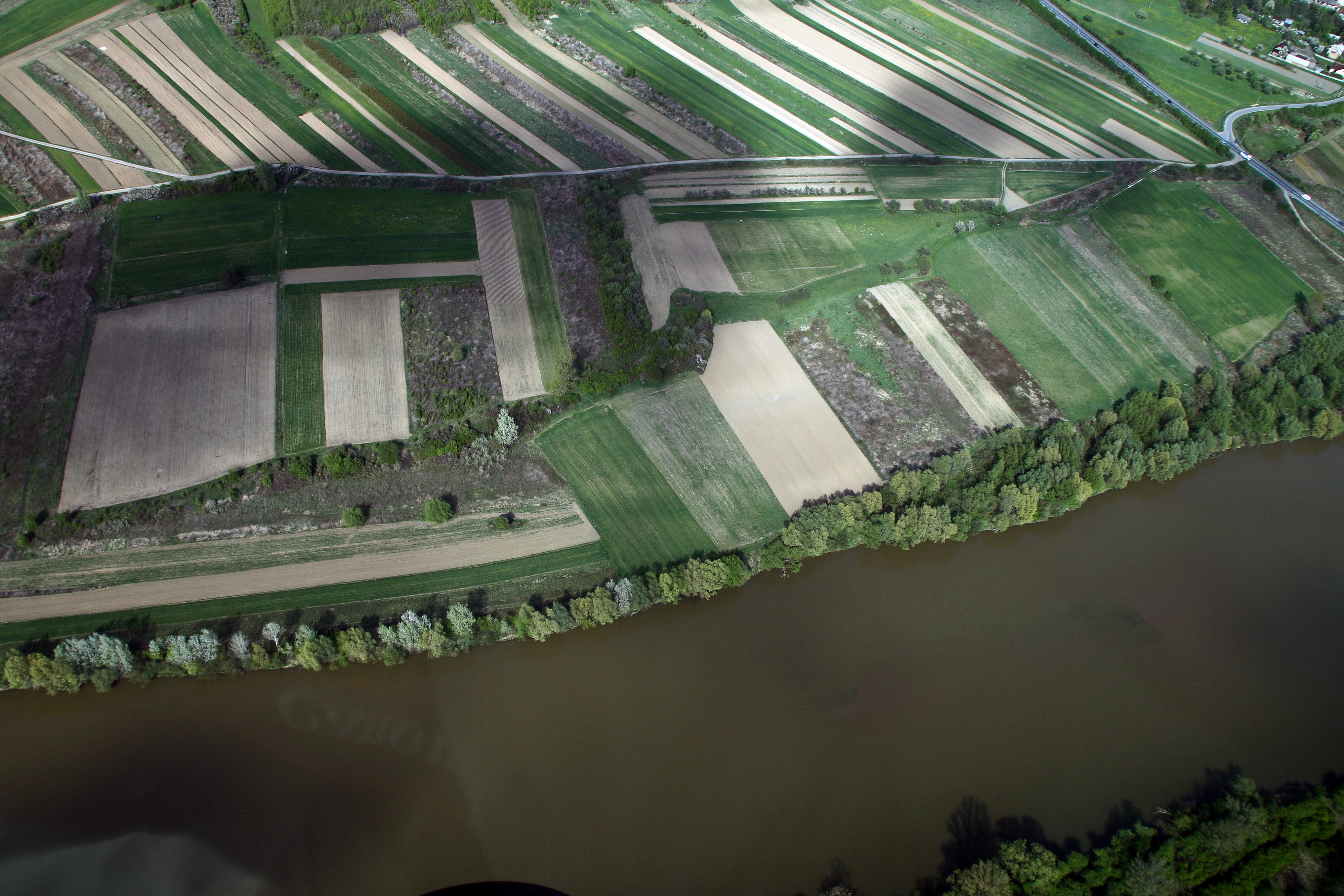
Fragment Doliny Dolnego Sanu widziany z lotu ptaka

Dolina Dolnego Sanu (PLH180020) – projektowany specjalny obszar ochrony siedlisk, aktualnie obszar mający znaczenie dla Wspólnoty, obejmujący dolinę Sanu na odcinku od Jarosławia do ujścia do Wisły, o powierzchni 10 176,64 ha.
Na terenie obszaru znajduje się rezerwat przyrody Jezioro Pniów.

## Typy siedlisk przyrodniczych
W obszarze występuje 14 typów siedlisk z załącznika I dyrektywy siedliskowej, wśród których można wymienić następujące:
- wydmy śródlądowe z murawami napiaskowymi
- starorzecza
- murawy napiaskowe
- murawy kserotermiczne
- zmiennowilgotne łąki trzęślicowe
- ziołorośla nadrzeczne
- łąki selernicowe
- łąki świeże
- torfowiska przejściowe
- grąd
- łęgi

## Fauna
Występuje tu 19 gatunków zwierząt z załącznika II:
- bóbr Castor fiber
- wydra Lutra lutra
- traszka grzebieniasta Triturus cristatus
- kumak nizinny Bombina bombina
- minóg strumieniowy Lampetra planeri
- kiełb białopłetwy Gobio albipinnatus
- boleń Aspius aspius
- różanka pospolita Rhodeus sericeus amarus
- piskorz Misgurnus fossilis
- koza pospolita Cobitis taenia
- głowacz białopłetwy Cottus gobio
- brzanka peloponeska Barbus peloponnesius
- kiełb Kesslera Gobio kessleri
- trzepla zielona Ophiogomphus cecilia
- modraszek telejus Phengaris teleius
- modraszek nausitous Phengaris nausithous
- czerwończyk nieparek Lycaena dispar
- pachnica dębowa Osmoderma eremita
- zgniotek cynobrowy Cucujus cinnaberinus